# Крижана смерть
«Крижана смерть» (англ. Stone Cold Dead) — канадська поліцейська драма знята за мотивами роману Г'ю Ґарнера «Sin Sniper».

## Сюжет
Сержант Бойд самотній поліцейський, який очищає околиці від злочинців. Куртц гангстер, який керує повіями, і зараз він має проблеми. Невідомий снайпер вбиває його повій. Деяких з таємних поліцейських вбивають, коли вони намагаються проникнути в торгівлю повіями. До розслідування справи долучають сержанта Бойда.

## У ролях
- Річард Кренна — сержант Бойд
- Пол Вільямс — Джуліус Курц
- Лінда Соренсон — Моніка Пейдж
- Белінда Монтгомері — Сенді МакОлей
- Чак Шамата — сержант Тоні Колабре
- Альберта Вотсон — Олівія Пейдж
- Андрее Козіно — Берніс Карнавал
- Монік Меркюр — доктор Був'є
- Джордж Чувало — Френк
- Дженніфер Дейл — Клаудія Гріссом
- Френк Мур — Тедді Манн
- Джордж Туліатос — інспектор Вебб
- Денніс Стронг — Денні Де Ліон
- Дайан Бігелоу
- Пол Бредлі
- Том Бреннан
- Янкі Буковеч
- Марі Кларк
- Гейл Дамс
- Керол Форте
- Ніккі Файлан
- Майкл Айронсайд — убитий поліцейський детектив
- Джуідона Лі
- Метью Левітанс
- Сільвія Ллевелін
- Мері Лонг
- Джеффресон Меппін
- Роберт Макеван
- Херб Пачеко
- Майлз Поттер
- Лінні Куіглі — перша жертва
- Алексіс Редлін
- Бут Севадж
- Венді Тетчер
- Джек Ван Евера
- Еліас Зероу